# دار بن عاشور
دار بن عاشور هو قصر بمدينة تونس  بني في القرن السابع عشر. يقع بنهج الباشا، ويضم الآن مكتبة مدينة تونس.

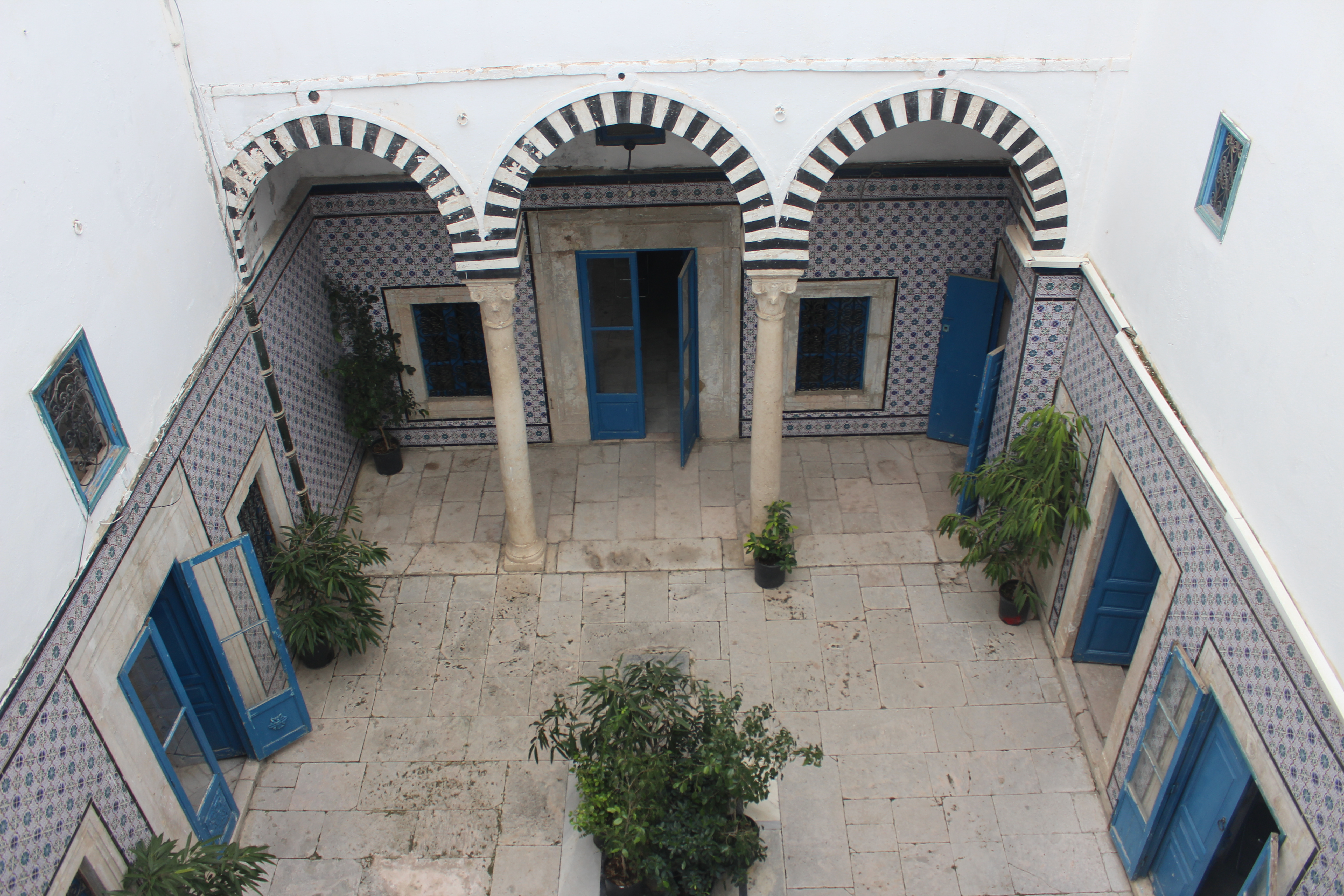
باحة دار بن عاشور

سكن المنزل الشيخ محمد العزيز بوعتور و هو الوزير الأكبر لتونس بين سنة 1882 و سنة 1907. ثم  ترك المنزل لحفيده محمد الطاهر بن عاشور قبل أن يعود إلى محمد الفاضل بن عاشور. 
امتلكت بلدية تونس المنزل في السبعينات و تم تحويله سنة 1983 إلى مكتبة مهمتها جمع و حفظ الوثائق التاريخية الخاصة بمدينة تونس و التونسيين. يستقبل المنزل منذ سنة 1990 أنشطة الجمعية التونسية الآثار و المواقع .  

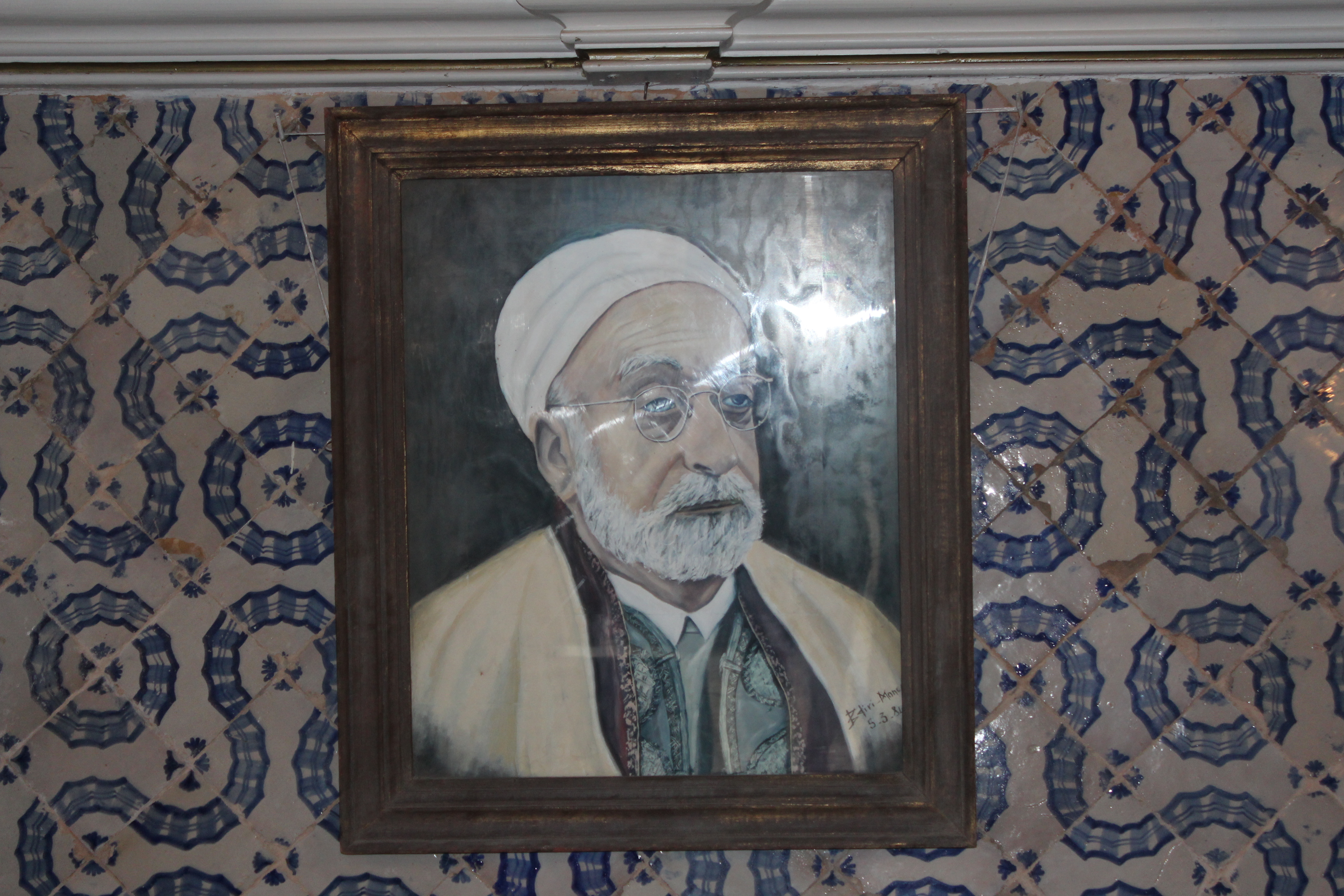
صورة الطاهر بن عاشور

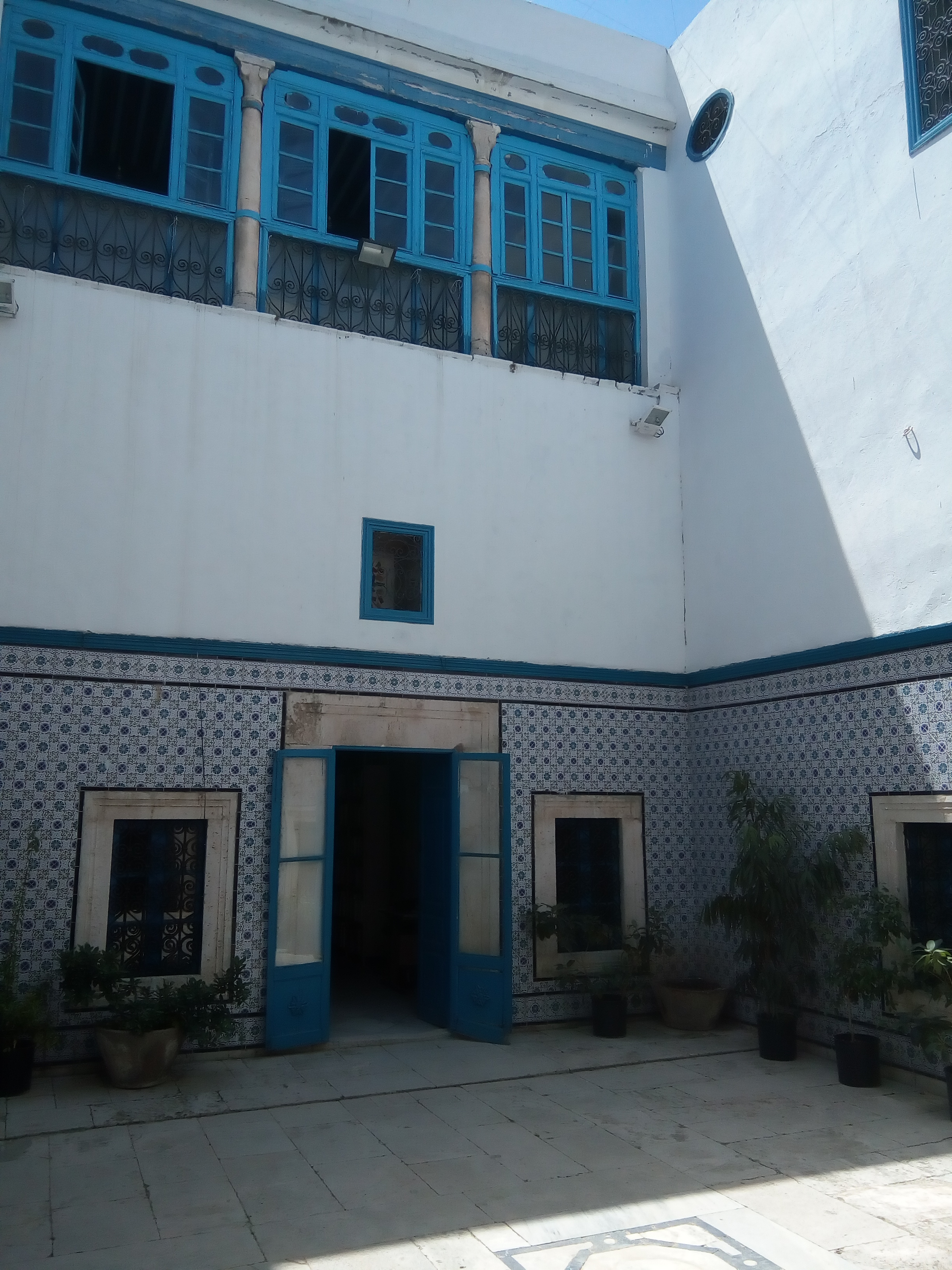
شرفة بدار بن عاشور

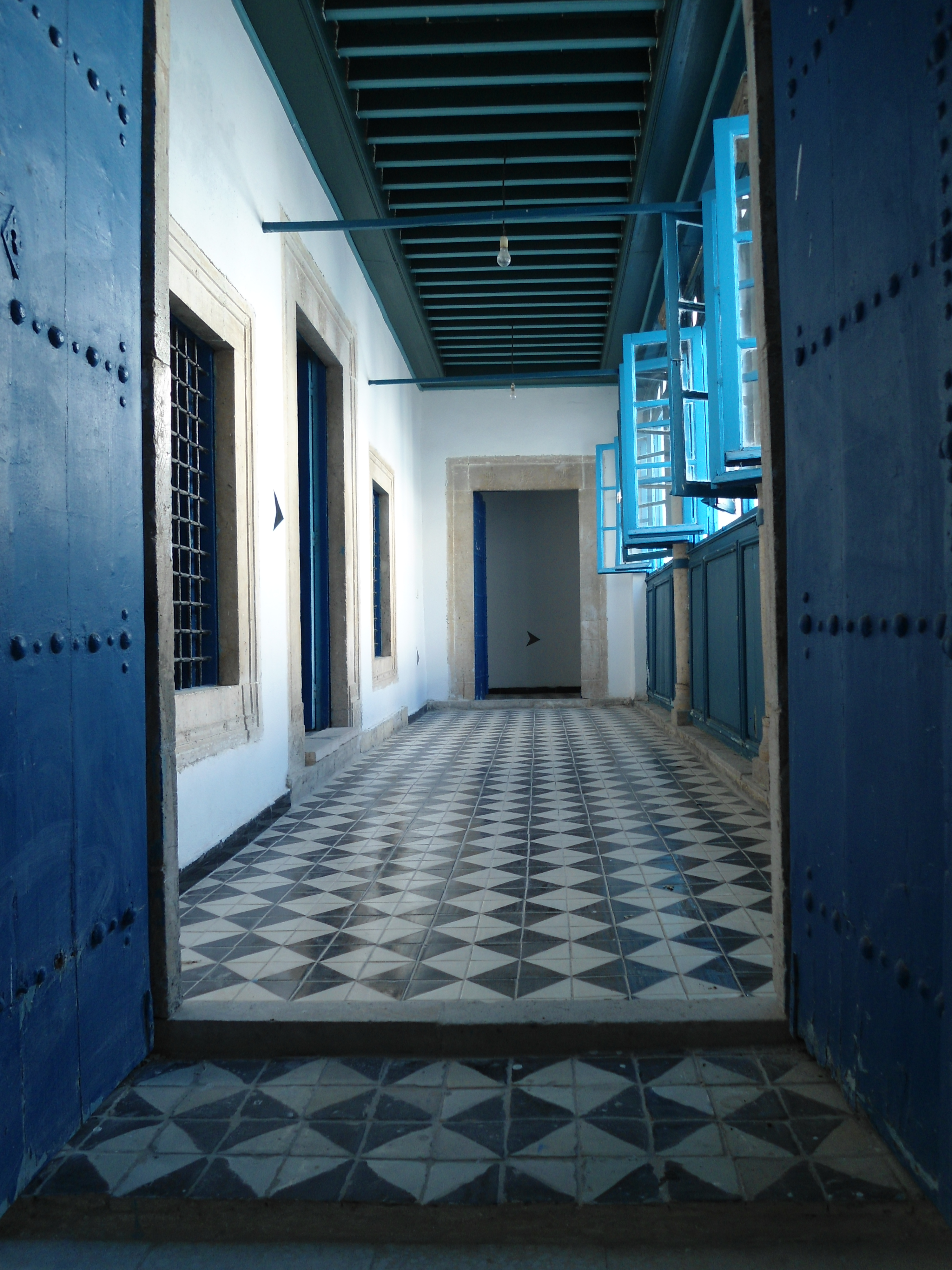
ممر بالطابق الأول لدار بن عاشور

## وصلات خارجية
- دار بن عاشور(مكتبة مدينة تونس)
- دار بن عاشور : مكتبة مدينة تونس